# آقا مهدی وارد میشود
آقا مهدی وارد می‌شود فیلمی به کارگردانی مهدی ژورک و نویسندگی رضا عقیلی محصول سال ۱۳۵۳ است.

## خلاصه داستان
آقا مهدی (ناصر ملک مطیعی) با پروین (مرجان)، سرپرست پرورشگاه، ازدواج می‌کند...

## بازیگران
- ناصر ملک مطیعی
- مرجان
- احمد معینی
- زهره
- حسن رضایی
- علی دهقان
- اسماعیل ملکی
- ذبیح‌الله ذبیح‌پور
- منصور سپهرنیا
- مرتضی عقیلی